# Masa Saito
Masanori Saito (jap. 斎藤昌典 Saito Masanori; znany też jako Masa Saito; ur. 7 sierpnia 1942 w Nakano, zm. 14 lipca 2018) – japoński zapaśnik walczący w stylu wolnym, a potem wrestler. Olimpijczyk z Tokio 1964, gdzie odpadł w eliminacjach w kategorii plus 97 kg.
Uczestnik mistrzostw świata w 1963 roku.

## Kariera wrestlerska
Karierę wrestlera rozpoczął w 1965 roku. W Stanach Zjednoczonych walczył m.in. w National Wrestling Alliance (NWA), gdzie zdobywał wiele tytułów tag teamowych oraz kilka tytułów indywidualnych. Na początku lat 80. walczył w World Wrestling Federation (WWF), gdzie był dwukrotnym WWF Tag Team Championem z Mr. Fuji – po pierwszy tytuł tag teamowy sięgnęli w październiku 1981 r. pokonując na gali Championship Wrestling Tony’ego Gareę i Ricka Martela. W czerwcu 1982 r. tytuły te stracili na rzecz The Strongbows (Chief Jaya i Julesa). Po raz drugi tytuły tag teamowe zdobyli w lipcu 1982 r. pokonując The Strongbows w two out of three falls matchu. W październiku 1982 r. odszedł z WWF.
W latach 1983–1990 występował w American Wrestling Association (AWA), jednak w tej federacji zdobył zaledwie jeden tytuł mistrzowski. W połowie lat 80. uczestniczył w tourneè federacji All Japan Pro Wrestling (AJPW). Od 1987 do 1999 występował w New Japan Pro-Wrestling (NJPW), gdzie sięgnął po dwa tag teamowe tytuły mistrzowskie. W latach 90. był zawodnikiem World Championship Wrestling (WCW), brał udział w walkach pomiędzy zawodnikami New Japan Pro-Wrestling a World Championship Wrestling, gdzie reprezentował NJPW.
W 1999 r. zakończył karierę wrestlera zostając jednocześnie komentatorem wrestlingu w NJPW. W 2003 r. zaprzestał komentowania walk dla NJPW i przeniósł się do federacji Fighting World of Japan Pro Wrestling. W 2005 r. został menadżerem ds. promocji młodych talentów w federacji wrestlingu Diamond Ring. Od 2014 r. mieszkał w Tokio.
Jego styl walki określono jako „styl bardzo fizyczny zawierający wiele suplesów” oraz „używający twardych clothesline’ów”.
Uznawany jest za innowatora dźwigni Sharpshooter (Scorpion deathlock) obok Rikiego Choshu, który przejął ten manewr od Saito.
Po jego śmierci w mediach pojawiły się informacje o tym, że od kilku lat przed śmiercią Saito trenował w sztafecie niosącej ogień olimpijski do Letnich Igrzysk Olimpijskich 2020 w Tokio.

## Życie prywatne
W kwietniu 1984 r. doszło do incydentu związanego z pobiciem dwóch policjantów, w którym udział brał Masanori Saito. Ken Patera nie będąc obsłużonym w restauracji McDonald’s (z powodu jej zamknięcia) w mieście Waukesha w stanie Wisconsin, rzucił kamieniem w szybę lokalu. Policjanci, którzy odpowiedzieli na wezwanie, udali się do hotelu gdzie przebywali Saito i Patera. W ramach czynności służbowych mieli przesłuchać Paterę i spisać raport. Według zeznań funkcjonariuszy zarówno Patera jak i Saito nie chcieli współpracować z policjantami a w następstwie zaatakowali funkcjonariuszy bijąc ich. W czerwcu 1985 r. zapadł wyrok skazujący Paterę i Saito na dwa lata więzienia za pobicie funkcjonariuszy policji.
W 2000 r. zdiagnozowano u niego chorobę Parkinsona. Zmarł w wieku 76 lat, 14 lipca 2018 r. z powodu komplikacji związanych z chorobą Parkinsona.

## Osiągnięcia i mistrzostwa
- American Wrestling Association
  - AWA World Heavyweight Championship (1 raz)
- Big Time Wrestling (San Francisco)
  - NWA World Tag Team Championship (wersja San Francisco) (2 razy) – z Kenjim Shibuyą
- Championship Wrestling from Florida
  - NWA Florida Heavyweight Championship (2 razy)
  - NWA Florida Tag Team Championship (5 razy) – z: Ivanem Koloffem (3 razy) i Mr. Sato (2 razy)
  - NWA United States Tag Team Championship (wersja Florida) (2 razy) – z Mr. Sato
- George Tragos/Lou Thesz Professional Wrestling Hall of Fame (wprowadzony w 2008)
- New Japan Pro-Wrestling
  - IWGP Tag Team Championship (2 razy) – z: Rikim Choshu (1 raz) i Shinyą Hashimoto (1 raz)
  - NWA North American Tag Team Championship (wersja Los Angeles/Japan) (1 raz) – z Hiro Matsudą
- NWA All-Star Wrestling
  - NWA Canadian Tag Team Championship (wersja Vancouver) (2 razy) – z: Genem Kiniskim (1 raz) i Dale’em Lewisem (1 raz)[11]
- NWA Hollywood Wrestling
  - NWA Americas Tag Team Championship (3 razy) – z Kenjim Shibuyą
  - NWA "Beat the Champ" Television Championship (2 razy)
- Pro Wrestling Illustrated
  - PWI sklasyfikowało go na #89. miejscu z 500 wrestlerów w klasyfikacji „PWI Years” w 2003[12]
- Southeastern Championship Wrestling
  - NWA Alabama Heavyweight Championship (2 razy)
- Tokyo Sports
  - Service Award (1999)
  - Special Grand Prize (1987)
- World Wrestling Federation
  - WWF Tag Team Championship (2 razy) – z Mr. Fuji
- Wrestling Observer Newsletter
  - Best Technical Wrestler (1984)[13]